# A mindenttudó
A mindenttudó (eredeti cím: Arlen Faber) 2009-ben bemutatott amerikai romantikus filmvígjáték, melyet John Hindman írt és rendezett, elsőfilmes rendezőként. A főbb szerepekben Jeff Daniels, Lauren Graham és Lou Taylor Pucci látható.
A forgatás 2008. március 23-án kezdődött Philadelphiában, és 2008 júniusában fejeződött be. Premierje a 2009-es Sundance Filmfesztiválon volt.

## Cselekmény
Arlen Faber (Jeff Daniels) világhírű író, a legkelendőbb spirituális könyv, az Isten és én szerzője, melyet 100 idegen nyelvre fordítottak le. Arlen eddig egyetlen közönségtalálkozón vagy tévés beszélgetőműsorban sem jelent meg, a beígért milliós gázsi ellenére sem. A nyűgös és elégedetlen író egyszerűen csak azt szeretné, ha békén hagynák és 20 évig sikeresen titkolja személyazonosságát nem csak a kíváncsi olvasói, hanem még a postás előtt is. De minden megváltozik, amikor egy könyvesbolt tulajdonosa, Kris Lucas (Lou Taylor Pucci) megtudja a lakcímét. Kris üzletet köt vele: ha ő beveszi az író kiolvasott, megunt könyveit, cserébe egy-egy kérdésére Arlen bölcs tanácsot fog adni.
Arlen a lakásában hátsérülést szenved és csak négykézláb tud elvánszorogni egy csontkovácshoz, egy vonzó, fiatal doktornőhöz. Elizabeth (Lauren Graham) fiát túlságosan óvó, egyedülálló anya, férje három évvel korábban elhagyta őket és azóta sem jelentkezett. Arlen vonzónak találja, és másodszor csak színleli hátfájását, hogy újra találkozhassanak és tudjanak beszélgetni.
Arlen új kapcsolatai a külvilággal nem csak a mások, hanem a saját életét is megváltoztatják. Fel kell vállalnia – elsősorban önmaga előtt – a saját rigolyáit (például a műanyag szörnyfigurák gyűjtését, amit gyerekkorában kezdett el) és azt, hogy ő sem tudja mindenre a választ. Meg kell birkóznia múltjával, többek között Alzheimer-kórban szenvedő apja betegségének és halálának fájdalmas emlékével.
A könyvesboltos be akarja zárni a boltját, mert azt nem tudja fenntartani. Arlen váratlan elhatározással kilép a nyilvánosság elé és a boltba közönségtalálkozót szervez, amire tódulnak az emberek. Tisztázza kapcsolatát Elizabeth-tel, akivel újrakezdik az ismerkedést.

## Szereplők
| Színész          | Szerep                                | Magyar hang        |
| ---------------- | ------------------------------------- | ------------------ |
| Jeff Daniels     | Arlen Faber, világhírű író            | Csankó Zoltán      |
| Lauren Graham    | Elizabeth, csontkovács                | Götz Anna          |
| Lou Taylor Pucci | Kris Lucas, alkoholista könyvesboltos | Molnár Levente     |
| Thomas Roy       | Riley Lucas, Kris apja                |                    |
| Olivia Thirlby   | Anne, Elizabeth asszisztense          | Bogdányi Titanilla |
| Kat Dennings     | Dahlia, eladó a könyvesboltban        | Soltész Bözse      |
| Nora Dunn        | Terry Fraser, Arlen Faber kiadója     | Agócs Judit        |
| Max Antisell     | Alex, Elizabeth hétéves fia           |                    |
| Tony Hale        | postás                                | Bolba Tamás        |
| Annie Corley     | Mrs. Gold                             | Molnár Zsuzsa      |

## Fordítás
- Ez a szócikk részben vagy egészben  a   The Answer Man (film) című angol Wikipédia-szócikk fordításán alapul.  Az eredeti cikk szerkesztőit annak laptörténete sorolja fel. Ez a jelzés csupán a megfogalmazás eredetét és a szerzői jogokat jelzi, nem szolgál a cikkben szereplő információk forrásmegjelöléseként.